# Ward Thomas
Ward Thomas ist ein britisches Countrypopduo aus Hampshire. Der Bandname ist der Doppel-Nachname der beiden Zwillingsschwestern Catherine und Lizzy. Sie waren im Countrybereich die ersten, die es als einheimische Interpreten auf Platz 1 der britischen Albumcharts geschafft haben (2016 mit Cartwheels).

## Bandgeschichte
Die zweieiigen Zwillinge Catherine und Lizzy Ward Thomas wurden 1994 im südlichen England geboren. Sie wuchsen in dem Dorf Liss in East Hampshire auf und waren als Teenager Fans der Dixie Chicks. Sie gingen in eine katholische Klosterschule, sangen im Schulchor und lernten Flöte und Gitarre. Als Teenager besuchten sie Hurtwood House, ein renommiertes Internat in Surrey. Sie wurden von ihrem Musiklehrer gefördert, der ihnen half, ihre eigenen Songs zu schreiben. Davon erfuhr eine aus den USA stammende Lehrerin, die zufällig selbst schon einmal als Backgroundsänger in Nashville tätig gewesen war. Sie stellte die Kontakte her und verhalf ihnen zu Plattenaufnahmen in den USA.
Sie nahmen ihr erstes Album From Where We Stand auf und obwohl es eher den traditionellen US-amerikanischen Countrystil verkörperte, fand es insbesondere die Zustimmung von BBC Radio 2, die ihre Musik häufig spielten. Dies trug dazu bei, dass sich das Album in den britischen Charts platzieren und mehrere Wochen halten konnte. 25.000 Alben verkauften sie und durch ausgiebige Auftritte und Touren steigerten sie ihre Bekanntheit und Anhängerschaft beträchtlich.
Für ihr zweites Album Cartwheels gewannen sie daraufhin mit Sony Music ein Major-Label. Neben traditionellem Country enthielt es aber auch Country-Rock- und britische Popsongs. Nach der Veröffentlichung im Herbst 2016 stieg das Album sofort auf Platz 1 der britischen Charts ein und verkaufte sich über 100.000 Mal, was ihnen eine Goldauszeichnung brachte.
Bei ihrem dritten Album ging die Entwicklung in Richtung Countryrock und Elektropop, ähnlich wie sie Taylor Swift vollzogen hatte. Restless Minds erschien Anfang 2019 und erreichte immerhin noch Platz 8 der UK-Charts, hielt aber mit dem Vorgängeralbum nicht mit. Danach folgten einige Songs in Zusammenarbeit mit Musikern wie Jack Savoretti und James Blunt. Ende 2020 erschien das Album Invitation, das aber mit Platz 29 in den Charts nicht mehr an die Vorgänger anknüpfen konnte.

## Mitglieder
- Catherine Ward Thomas
- Elizabeth Ward Thomas

## Diskografie
Alben
- From Where We Stand (2014)
- Cartwheels (2016)
- Restless Minds (2019)
- Invitation (2020)

EPs
- Footnotes (2014)
- A Shorter Story (2017)
- Restless Minds – Alternative Versions (2019)
- Sweet Time (2020)

Lieder
- Push for the Stride (2014)
- Way Back When (2014)
- A Town Called Ugley (featuring Vince Gill, 2015)
- Guilty Flowers (2016)
- Cartwheels (2016)
- Material (2017)
- River (2018)
- Breathe In (2019)
- Human (mit Jack Savoretti, live, 2019)
- Halfway (mit James Blunt, 2020)
- Someone to Someone (featuring Dan Owen, 2020)
- Sweet Time (2020)
- Meant to Be Me (2020)
- Someday (2020)
- Yellow (2021)
- Don’t Be a Stranger (featuring Cam, 2021)
- Stop This Train (2022)